# Что может быть лучше плохой погоды (фильм)
«Что может быть лучше плохой погоды» (болг. Няма нищо по-хубаво от лошото време) — болгарский художественный фильм 1971 года, экранизация одноимённого романа Богомила Райнова (1968). Фильм дублирован на русский язык и демонстрировался в СССР.

## Сюжет
Время действия — 1960-е годы. Разведчик Эмиль Боев (Георги Георгиев-Гец) оказывается в Амстердаме с заданием от болгарского разведцентра. Он выходит на сотрудников солидной голландской фирмы «Зодиак», которая помимо осуществления коммерческой деятельности является ещё прикрытием для шпионажа в странах соцлагеря. На глазах Боева автомобиль с людьми из «Зодиака» сбивает его друга и учителя болгарского разведчика Любо (Стефан Данаилов). Смерть Любо — ещё одно свидетельство опасной деятельности «Зодиака».
Боев — профессионал, он не склонен к примитивной мести, однако личные счёты с противником из полушпионского «Зодиака» никуда не денешь. Это придаёт дополнительные силы Эмилю Боеву. Он успешно завершает свою разведывательную миссию.

## В ролях
| Актёр               | Роль                |
| ------------------- | ------------------- |
| Георги Георгиев-Гец | Морис / Эмиль Боев  |
| Елена Райнова       | Эдит                |
| Стефан Данаилов     | Любо                |
| Коста Цонев         | Эванс               |
| Тодор Колев         | Уорнeр              |
| Наум Шопов          | Райман              |
| Пепа Николова       | Ева Ледерер         |
| Николай Бинев       | Бауер               |
| Константин Коцев    | Ван Алтен           |
| Климент Денчев      | Роволт              |
| Добромир Манев      | художник Питер Грот |
| Стефан Илиев        | эпизод              |

## Съёмочная группа
- Автор сценария: Богомил Райнов
- Режиссёр: Методи Андонов
- Оператор: Димо Коларов
- Художник: Константин Джидров
- Композитор: Борис Карадимчев